# Algirdas
Algirdas (litevsky Algirdas, polsky Olgierd, bělorus. Альгерд, rus. Ольгерд, 1296/1304 – 1377) byl litevský velkokníže, syn Gediminase z dynastie Gediminovců.

## Život
Dne 1. listopadu 1338 v Rize spolu s otcem a bratrem Narymontem uzavřel smír s křižáckým řádem. Po otcově smrti roku 1341 obdržel v dědictví Aukštaitiju, horní Litvu a vládl společně s bratrem Kęstutisem, který obdržel Žmuď. V roce 1346 po vítězství nad křižáky získal vliv ve Pskovu a Velikém Novgorodu. Obsazením území pod vlivem Polska vyvolal polsko-litevskou válku v letech 1349 až 1351. Roku 1351 začal konflikt s Mongoly, vítězně zakončený v roce 1363 bitvou na Sinných Vodách a připojením Kyjeva k Litvě. V letech 1368 a 1370 podnikal válečné výpravy proti Moskvě na obranu svého švagra, velkoknížete tverského Michala II., kdy podvakrát obnovil jeho vládu a poplenil oblast Moskvy. Naposled a neúspěšně se pokusil zaútočit na Moskvu roku 1373. Během panování vyjednával jak s katolickou církví, tak i s pravoslavím o přijetí křtu. Roku 1375 přemluvil patriarchu Konstantinopole k vytvoření na Rusku nezávislé metropole „Kyjeva, Rusi a Litvy“. Po své smrti odkázal moc synovi Jogailovi (ten se pak roku 1386 stal polským králem jako Vladislav II. Jagello).

## Manželství a potomci
Ze dvou manželství měl 23 dětí. Politicky významní byli tito synové:
- Skirgaila Ivan (okolo 1354 – 23. prosince 1394 Kyjev), kníže trocký 1382–1392 a kyjevský 1394,
- Korybut Dymitrij (okolo 1355 – po 1404), kníže novgorodský 1386 – 1392/93,
- Vladislav II. Jagello (kolem 1362 – 1. června 1434 (v Grodku Jagellonském)), velký kníže litevský 1377–1381, 1382–1392, král Polska od r. 1386 – odtud polské jméno Vladislav II.,
- Švitrigaila (kolem 1373 – 10. února 1452 v Lucku), kníže vitebský v letech 1392–1393 a 1430–1436, podolský 1400–1402, novgorodský 1404–1408 a 1420–1438, černihivský 1419–1430, velkokníže litevský 1430–1432, pán Volyně 1437–1452.

Další děti:
- Hedvika, manželka Jana III. Osvětimského[1]

## Ohlas v české literatuře
- Julius Zeyer oslavil Algirdase formou veršovaného hrdinského eposu Olgerd Gejštor, který souzněl s českým národním obrozením, vyvolal pochopitelný ohlas a opakovaná knižní vydání, naposledy v edici školní četby SNDK s ilustracemi Jana Zrzavého z roku 1958.